# Musikjournal
Das Musikjournal war eine Hörfunksendung des Bayerischen Rundfunks, die 1962 erstmals ausgestrahlt wurde und über 40 Jahre im Programm war. Die Sendung lief morgens auf Bayern 1, wobei sich die Anfangs- und Endzeiten mit den Jahren änderten. In den 1970er-Jahren etwa dauerte sie montags bis freitags von 5.30 bis 8.00 Uhr (unterbrochen durch Werbung von 6.30 bis 7.00 Uhr) sowie samstags von 7.05 bis 7.45 Uhr, ab den 1980er-Jahren montags bis freitags von 6.06 bis 8.57 Uhr. 2007 wurde die Sendung in Bayern 1 am Morgen umbenannt.
Ein Musikjournal gibt es heute noch im Deutschlandfunk, und zwar montags von 20.10 bis 21.00 Uhr.

## Inhalt
Redaktionell wurde die Bayern-1-Sendung vom Wirtschaftsfunk betreut, der Verbraucherthemen besprach und Lebenshilfe bot, vorwiegend in Form von vorproduzierten Beiträgen, mitunter als vom Moderator live geführtes Interview mit Fachleuten. Wie der Name sagt, wurde auch viel Musik gespielt, und zwar entsprechend der früheren Ausrichtung von Bayern 1, d. h. meistens deutsche Schlager, weniger internationale Hits, etwas Instrumentalmusik und Volkstümliches. Es gab auch verschiedene Sonderthemen beim Musikjournal. So wurde Anfang der 1980er Jahre die Trivialroman-Satire Der Frauenarzt von Bischofsbrück als Kurzhörspiel-Serie gesendet. Einige Jahre lang gab es ein Dialektspiel, bei dem die Hörer Begriffe aus verschiedenen in Bayern gesprochenen Dialekten erklären konnten. 
In der gleichnamigen Sendung des Deutschlandfunks wird klassische Musik besprochen.  

## Ehemalige Moderatoren
- Gustl Weishappel
- Rolf Castell
- Niels Clausnitzer
- Ulrich Paasche
- Claus-Erich Boetzkes
- Brigitte März
- Conny Glogger
- Gabi Schnelle
- Herbert Hanko
- Wolfgang Küpper
- Rudi Küffner
- Maria von Welser